# 索斯 (上普罗旺斯阿尔卑斯省)
索斯（法語：Sausses，法語發音：[sos]）是法国上普罗旺斯阿尔卑斯省的一个市镇，属于卡斯泰拉讷区。

## 地理
索斯（44°0'31"N, 6°46'55"E）面积14.68 平方千米，位于法国普罗旺斯-阿尔卑斯-蓝色海岸大区上普罗旺斯阿尔卑斯省，该省份为法国东南部内陆省份，北起上阿尔卑斯省，西接沃克吕兹省，西北接德龙省，南至瓦尔省，东临滨海阿尔卑斯省，东北部与意大利接壤。
与索斯接壤的市镇（或旧市镇、城区）包括：卡斯泰莱莱索塞、昂特勒沃、鲁杜勒河畔拉克鲁瓦、达吕伊、圣莱热。

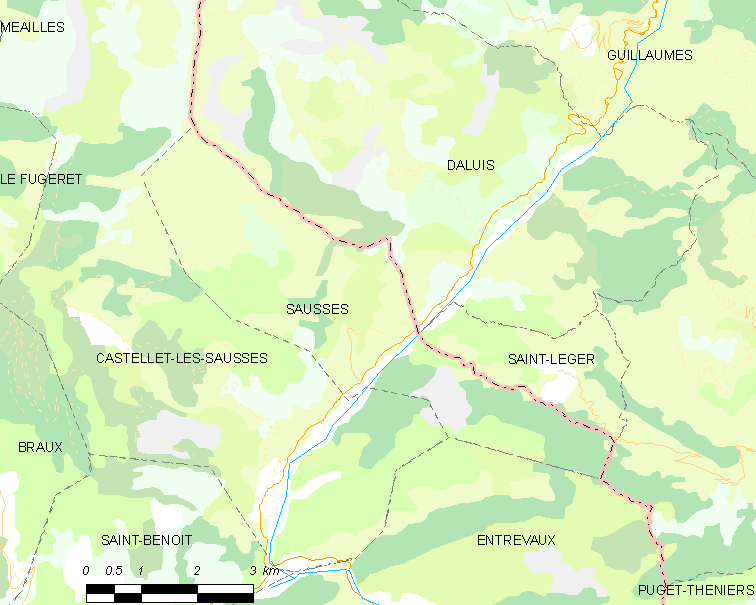
的OSM定位图

索斯的时区为UTC+01:00、UTC+02:00（夏令时）。

## 行政
索斯的邮政编码为04320，INSEE市镇编码为04202。

## 政治
索斯所属的省级选区为卡斯泰拉讷县。

## 人口

1962-2008年间人口变化图示

索斯于2022年1月1日时的人口数量为129人。